# Hevring Hede
Hevring Hede er et  158 ha stort flyvesands- og hedeområde på  hævet havbund med markante, gamle strandvolde, beliggende i  Norddjurs Kommune, på nordkysten af Djursland, nordøst for landsbyen Hevring,  øst for Randers Fjord, med Kattegat mod nord; Mod sydvest grænser den til Hevring Å, der løber ud i Kattegat nordvest om området. Det er  et lavtliggende landområde, der mod vest afgrænses af en meget markant kystskrænt fra stenalderen. Hevring Hede er dækket af flyvesand, hvorved området fremstår som et nutidigt klitområde. Øst for heden ligger hovedgården Hevringholm. 
Den kystnære del af heden er en del af Natura 2000-område nr. 14 Ålborg Bugt, Randers Fjord og Mariager Fjord, og er en del af både fuglebeskyttelsesområdet og ramsarområdet.
Hevring Hede er en del af Hevring Skydeterræn, og der er ofte lukket for offentlig adgang.

## Eksterne kilder og henvisninger
1. ↑  "Hevring Skydeterræn". Arkiveret fra originalen 23. juni 2013. Hentet 21. januar 2012.
2. ↑  "Forsvaret åbner for 'forbudt natur' i hele juli: 'Det er en helt særlig naturoplevelse'". DR. 6. juli 2025.

- Hevring Hede, Hævet havbund fra stenalderen med flyvesandsaflejringer
- Om Hevring Hede   (Webside ikke længere tilgængelig) naturstyrelsens websider

|  | Denne artikel om lokaliteten Hevring Hede kan blive bedre, hvis der indsættes et (bedre) billede. Du kan hjælpe ved at afsøge Wikimedia Commons for et passende billede eller lægge et op på Wikimedia Commons med en af de tilladte licenser og indsætte det i artiklen. |

56°31′41.36″N 10°25′1.55″Ø / 56.5281556°N 10.4170972°Ø